# Alberto José Larzábal Michelena
Blahoslavený Alberto José Larzábal Michelena, řeholním jménem Junián Alberto (4. února 1893 Irun – 30. srpna 1936 Madrid) byl španělský římskokatolický řeholník Kongregace školských bratří a mučedník.

## Život
Narodil se 4. února 1893 v baskickém Irunu. Vyrůstal v křesťanské rodině. Jeden z jeho bratrů byl kněz, který zemřel roku 1917 na španělskou chřipku. Je známo, že již v mládí vynikal velkorysostí.
Po studiích byl krátkou dobu zaměstnán na železnici, stejně jako jeho otec. Když založil skupinu mladých, které nazval Dobří přátelé, začali vést diskuze o církvi a Bohu. Po těchto diskuzích se rozhodl pro církevní život. Roku 1911 vstoupil do noviciátu Kongregace školských bratří v Bugedu a přijal jméno Junián Alberto. Neprve působil v San Sebastiánu (1911–1918), poté v Irunu (1918–1920), znovu v San Sebastiánu (1920–1929), v Azkoitii (1929–1930), v Griñonu (1930–1934) a naposledy v Madridu.
Byl pověřen také správou měsíčníku Vida y Luz, křížovou výpravou a bulletinem Svatého Dítěte Ježíše. Právě v těchto dílech ukázal všechny své technické, organizační a apoštolské schopnosti. Byl často nemocný, kvůli čemuž nemohl vždy pokračovat ve své práci.
Když v červenci 1936 vypukla španělská občanská válka, jeho řeholní kongregace byla předmětem prvních útoků revolucionářů. Když v srpnu zajali a zavraždili jeho spolubratry, jemu a spolubratru bl. Eusebiu Angulo Ayalovi se podařilo uniknout a ukrýt se u přátel. Později byli revolucionáři oba objeveni a 30. srpna 1936 zastřeleni.

## Proces blahořečení
Po roce 1990 byl v arcidiecézi Madrid zahájen jeho beatifikační proces spolu s dalšími 24 mučedníky Kongregace školských bratří a Řádu karmelitánů. Dne 19. prosince 2011 uznal papež Benedikt XVI. mučednictví této skupiny řeholníků. Blahořečeni byli 13. října 2013 ve skupině 522 mučedníků Španělské občanské války.